# Ludovic Dupuy-Dutemps
Ludovic Dupuy-Dutemps, né à Les Cabannes (Tarn) le 5 janvier 1847 et mort à Les Cabannes (Tarn) le 17 décembre 1928, avocat et homme politique français.
- Ministre des Travaux publics du 26 janvier 1895 au 31 octobre 1895 dans le Gouvernement Alexandre Ribot (3).

Il doit faire face à la catastrophe minière de Montceau-les-Mines et met en place à cette occasion un plan de secours financier destiné aux familles des victimes.
Élu député du Tarn en 1889.

## Sources
- « Ludovic Dupuy-Dutemps », dans le Dictionnaire des parlementaires français (1889-1940), sous la direction de Jean Jolly, PUF, 1960 [détail de l’édition]
- Ressource relative à la vie publique :   - Base Sycomore